# Episodi di Mystery! (nona stagione)
La nona stagione della serie televisiva Mystery! è stata trasmessa in anteprima negli Stati Uniti d'America dalla Public Broadcasting Service tra il 13 ottobre 1988 e l'8 giugno 1989.
| nº | Titolo originale                                                | Titolo italiano | Prima TV USA     | Prima TV Italia |
| -- | --------------------------------------------------------------- | --------------- | ---------------- | --------------- |
| 1  | Cause célèbre (Part 1)                                          |                 | 13 ottobre 1988  |                 |
| 2  | Cause célèbre (Part 2)                                          |                 | 20 ottobre 1988  |                 |
| 3  | The Return of Sherlock Holmes II: The Sign of Four              |                 | 27 ottobre 1988  |                 |
| 4  | The Return of Sherlock Holmes II: The Devil's Foot              |                 | 3 novembre 1988  |                 |
| 5  | The Return of Sherlock Holmes II: Silver Blaze                  |                 | 10 novembre 1988 |                 |
| 6  | The Return of Sherlock Holmes II: The Bruce Partington Plans    |                 | 17 novembre 1988 |                 |
| 7  | The Return of Sherlock Holmes II: Wisteria Lodge                |                 | 24 novembre 1988 |                 |
| 8  | The Return of Sherlock Holmes II: The Hound of the Baskervilles |                 | 1º dicembre 1988 |                 |
| 9  | Inspector Morse II: The Wolvercote Tongue                       |                 | 26 gennaio 1989  |                 |
| 10 | Inspector Morse II: Last Seen Wearing                           |                 | 2 febbraio 1989  |                 |
| 11 | Inspector Morse II: Last Bus to Woodstock                       |                 | 9 febbraio 1989  |                 |
| 12 | Agatha Christie's Miss Marple IV: Murder at the Vicarage        |                 | 16 febbraio 1989 |                 |
| 13 | Agatha Christie's Miss Marple IV: 4:50 from Paddington          |                 | 23 febbraio 1989 |                 |
| 14 | Game, Set and Match (Part 1)                                    |                 | 23 marzo 1989    |                 |
| 15 | Game, Set and Match (Part 2)                                    |                 | 23 marzo 1989    |                 |
| 16 | Game, Set and Match (Part 2)                                    |                 | 30 marzo 1989    |                 |
| 17 | Game, Set and Match (Part 3)                                    |                 | 6 aprile 1989    |                 |
| 18 | Game, Set and Match (Part 4)                                    |                 | 13 aprile 1989   |                 |
| 19 | Game, Set and Match (Part 5)                                    |                 | 20 aprile 1989   |                 |
| 20 | Game, Set and Match (Part 6)                                    |                 | 27 aprile 1989   |                 |
| 21 | Game, Set and Match (Part 7)                                    |                 | 4 maggio 1989    |                 |
| 22 | Game, Set and Match (Part 8)                                    |                 | 11 maggio 1989   |                 |
| 23 | Game, Set and Match (Part 9)                                    |                 | 18 maggio 1989   |                 |
| 24 | Game, Set and Match (Part 10)                                   |                 | 25 maggio 1989   |                 |
| 25 | Game, Set and Match (Part 11)                                   |                 | 1º giugno 1989   |                 |
| 26 | Game, Set and Match (Part 12)                                   |                 | 8 giugno 1989    |                 |